# Gramofone

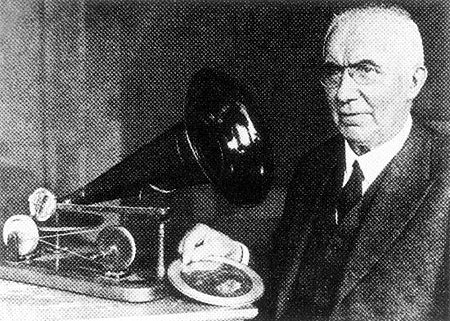
Emil Berliner e seu gramofone

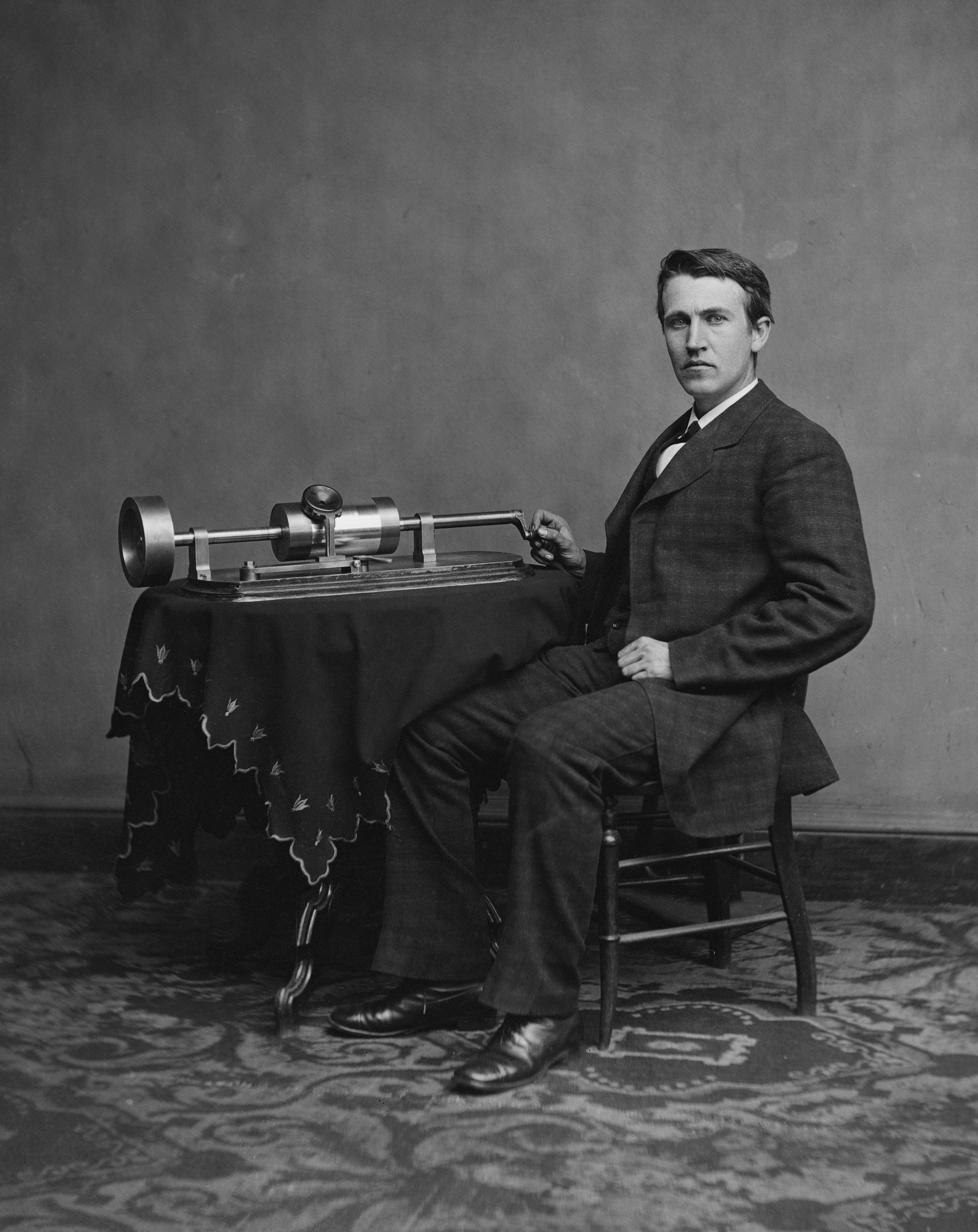
Thomas Edison com seu segundo fonógrafo, fotografado por Levin Corbin Handy em Washington, abril de 1878

Um fonógrafo, mais tarde chamado de gramofone (como marca registrada desde 1887, como nome genérico no Reino Unido desde 1910), e desde a década de 1940 um toca-discos, é um dispositivo para o som mecânico e analógico reprodução de som gravado. As formas de onda de vibração sonora são registradas como desvios físicos correspondentes de uma ranhura em espiral gravada ou impressa na superfície de um cilindro ou disco giratório, chamado de "registro". Para recriar o som, a superfície é girada de forma semelhante enquanto uma caneta de reprodução traça a ranhura e, portanto, é vibrada por ela, reproduzindo muito fracamente o som gravado. Nos primeiros fonógrafos acústicos, a caneta vibrava um diafragma que produzia ondas sonoras que eram acopladas ao ar livre por meio de uma buzina ou diretamente aos ouvidos do ouvinte por meio de fones de ouvido do tipo estetoscópio.
O fonógrafo foi inventado em 1877 por Thomas Edison. O uso de fonógrafos cresceria no ano seguinte. O Laboratório Volta de Alexander Graham Bell fez várias melhorias na década de 1880 e introduziu o grafofone, incluindo o uso de cilindros de papelão revestidos de cera e uma caneta cortante que se movia de um lado para o outro em uma ranhura em zigue-zague ao redor do disco. Na década de 1890, Emile Berliner iniciou a transição dos cilindros fonográficos para discos planos com uma ranhura em espiral que vai da periferia até perto do centro, cunhando o termo gramofone para toca-discos, que é usado predominantemente em muitos idiomas. Melhorias posteriores ao longo dos anos incluíram modificações no toca-discos e seu sistema de acionamento, na caneta ou agulha, no sistema de captação e nos sistemas de som e equalização.
O disco fonográfico foi o formato comercial de distribuição de áudio dominante durante a maior parte do século XX. Na década de 1960, o uso de cartuchos de 8 pistas e fitas cassete foram introduzidos como alternativas. Em 1987, o uso do fonógrafo diminuiu drasticamente devido à popularidade das fitas cassete e à ascensão do disco compacto. No entanto, os discos passaram por um renascimento desde o final dos anos 2000. Esse ressurgimento tem muito a ver com o uso econômico do processamento de áudio pelos discos de vinil, resultando em um som mais natural em equipamentos de replay de alta qualidade, em comparação com muitos lançamentos digitais que são altamente processados para players portáteis em condições ambientais de alto ruído. No entanto, ao contrário do áudio digital "plug-and-play", os toca-discos de vinil possuem peças que podem ser reparadas pelo usuário, que requerem atenção ao alinhamento do braço e ao desgaste e escolha da caneta, o componente mais crítico que afeta o som do toca-discos.

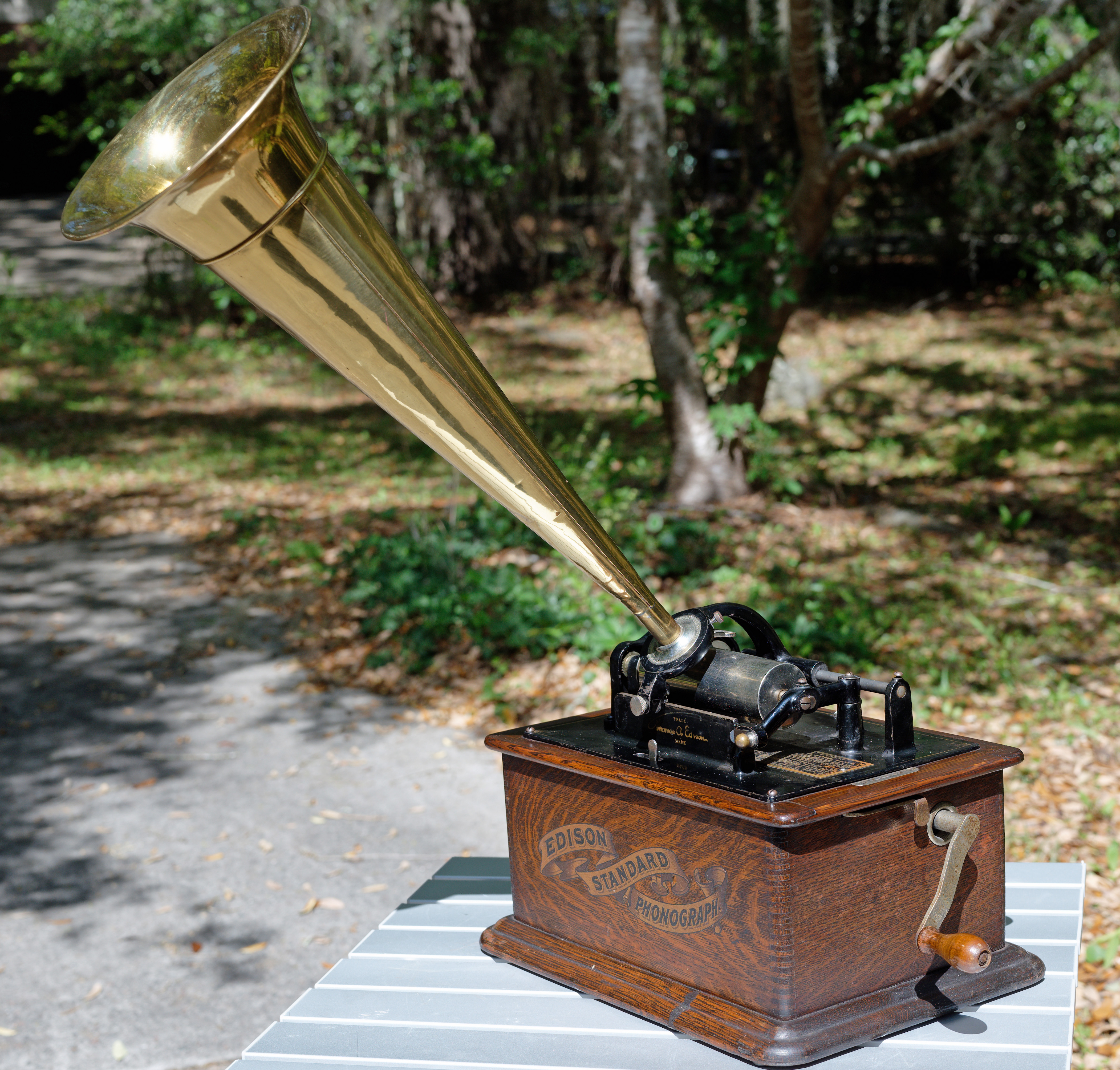
Um fonógrafo padrão Edison que usa cilindros de cera